# Africa Express (film)
Africa Express este un film de aventuri italian din 1975, cu Ursula Andress, Giuliano Gemma și Jack Palance, care a fost filmat în Rhodesia. O continuare intitulată Safari Express a fost lansată un an mai târziu.

## Rezumat
John Baxter este un comerciant de mărfuri care călătorește liber prin Africa, în compania unui cimpanzeu, cu intenția de a se îmbogăți și de a-și realiza visul: să economisească suficienți bani pentru a deschide o benzinărie la Detroit. El întâlnește pe drum o femeie misterioasă pe nume Madeleine Cooper, care fuge de un individ pe nume Hunter. Întâlnirea Madeleinei schimbă în mod radical planurile lui Baxter,

## Distribuție
- Giuliano Gemma — John Baxter
- Ursula Andress — Madeleine Cooper
- Jack Palance — William Hunter
- Giuseppe Maffioli⁠(it)[traduceți] — părintele Gasparetto
- Luciana Turina — Lily
- Rossana Di Lorenzo — Mitzy
- Nello Pazzafini — complicele lui Hunter
- John Wener — Louis Renois
- Romano Puppo
- Sergio Smacchi
- Alberto Dell'Acqua
- Werner Doll
- Biba cimpanzeul[4]

## Recepție
Criticul de film italian Marco Giusti a numit Africa Express „un filmuleț drăguț” (în italiană filmetto carino), fiind atras în special de Ursula Andress îmbrăcată în măicuță.